# Ianduba
Ianduba je rod pauka iz porodice Corinnidae. Sastoji se od sedam vrsta; neke su otkrivene 2000.-tih godina na jugu istočnobrazilske držabe Bahia, I. mugunza i I. abara.

## Vrste
1. Ianduba abara Bonaldo & Brescovit, 2007
2. Ianduba acaraje Magalhães, Fernandes, Ramírez & Bonaldo, 2016
3. Ianduba angeloi Magalhães, Fernandes, Ramírez & Bonaldo, 2016
4. Ianduba apururuca Magalhães, Fernandes, Ramírez & Bonaldo, 2016
5. Ianduba beaga Magalhães, Fernandes, Ramírez & Bonaldo, 2016
6. Ianduba benjori Magalhães, Fernandes, Ramírez & Bonaldo, 2016
7. Ianduba capixaba Magalhães, Fernandes, Ramírez & Bonaldo, 2016
8. Ianduba caxixe Bonaldo, 1997
9. Ianduba dabadu Magalhães, Fernandes, Ramírez & Bonaldo, 2016
10. Ianduba liberta Magalhães, Fernandes, Ramírez & Bonaldo, 2016
11. Ianduba mugunza Bonaldo & Brescovit, 2007
12. Ianduba patua Bonaldo, 1997
13. Ianduba paubrasil Bonaldo, 1997
14. Ianduba varia (Keyserling, 1891)
15. Ianduba vatapa Bonaldo, 1997 tipična